# 宋徵
宋徵，明朝政治人物。

## 生平
洪武年间，担任通政使司左參議、左通政、通政使。建文元年，担任宗人府經歷，曾上书明惠帝要求惩治李景隆死罪，后不得批准。朱棣攻入应天府后，逮捕宋徵，宋徵不屈，其与妻、子一同被诛杀。